# Ischia operazione amore
Pour plus de détails, voir Fiche technique et Distribution.
Ischia operazione amore est une comédie italienne réalisée par Vittorio Sala et sortie en 1966. C'est le premier film du duo comique Ric e Gian.

## Synopsis
Sur l'île d'Ischia s'entremêlent les aventures de divers personnages. 
Gennaro Capatosta dirige avec sa famille une modeste pension dont les clients, dégoûtés par le service défaillant, s'enfuient dès le premier jour. Pour retenir au moins la clientèle féminine, Gennaro décide de sacrifier la virilité de son gendre Peppiniello.
Enrico Tremalaterra, footballeur d'une équipe de province, se voit offrir un somptueux contrat par Flavia Peruzzi, présidente d'une équipe de série C, dont la fille répond petit à petit aux avances du jeune homme.
Marco, étudiant ingénieur et chanteur en herbe tombe amoureux de la belle Ingrid, entretenue par le riche et jaloux baron Lo Russo.
Primo et Secondo, deux aspirants artistes à la recherche de contrat sont embauchés par le maire comme peintres et lui en font voir de toutes les couleurs.

## Fiche technique
- Réalisation : Vittorio Sala
- Scénario : Adriano Baracco, Osvaldo De Micheli, Gigi De Santis, Ugo Guerra
  - Script : Osvaldo De Micheli, Gigi De Santis
  - Scénographie : Ottavio Scotti
- Musique : Roberto Nicolosi
- Production : Alberto Rovere (direction), Luigi Rovereper
- Photographie : Aldo Giordani
- Montage : Tatiana Casini Morigi
- Sociétés de production : Cineluxor, Rizzoli film
- Genre : comédie
- Durée : 86 minutes
- Pays :  Italie
- Langue : italien
- Date de sortie : 1966

## Distribution
- Walter Chiari : Enrico Tremalaterra
- Anna Campori : la femme de Gennaro
- Hélène Chanel :  Beatrice
- Alberto Cevenini (it) : Luigi
- Umberto D'Orsi : le maire
- Peppino De Filippo : Gennaro Capatosta
- Vittorio Caprioli :  le baron Lo Russo
- Adriana Facchetti : touriste américaine
- Graziella Granata : Marina
- Angelo Infanti : Peppiniello
- Ignazio Leone : le prêtre
- Evi Marandi : Nennella
- Didi Perego : Flavia Peruzzi
- Tony Renis : Marco
- Ingrid Schoeller : Ingrid
- Carlo Sposìto : le maréchal Francesco Capece
- Gian Fabio Bosco : Secondo
- Riccardo Miniggio : Primo